# The Unknown Soldier
The Unknown Soldier е песен на американската рок група „Дорс“, записана през февруари 1968 година. Тя е първият сингъл от албума Waiting for the Sun, излязъл през същата година. С песента Джим Морисън изразява реакцията си спрямо току-що започналата Виетнамска война, както и спрямо начина, по който войната бива отразена в ежедневието на обикновените американци.
По средата на песента „Дорс“ влагат звуци, които създават впечатлението за екзекуция. На концертите на групата Роби Кригър насочва китарата си към Морисън, „прицелвайки“ се в него. Джон Дензмор симулира звука, произведен от огнестрелно оръжие, като удря с пръчките кожата и ръба на барабана. Изпълнявайки ролята си, Морисън пада на земята „убит“. След това песента продължава и Морисън заявява, че войната е свършила. В студийната версия също така се чуват звукове от камбана.
Този сингъл става четвъртият, достигнал Топ 40 в САЩ, като влиза под номер 39 в „Билборд Хот 100“. Следващият сингъл от Waiting for the Sun, песента Hello, I Love You все пак стига до първото място и се задържа там две седмици.
|  | Тази страница частично или изцяло представлява превод на страницата The Unknown Soldier в Уикипедия на английски. Оригиналният текст, както и този превод, са защитени от Лиценза „Криейтив Комънс – Признание – Споделяне на споделеното“, а за съдържание, създадено преди юни 2009 година – от Лиценза за свободна документация на ГНУ. Прегледайте историята на редакциите на оригиналната страница, както и на преводната страница, за да видите списъка на съавторите. ВАЖНО: Този шаблон се отнася единствено до авторските права върху съдържанието на статията. Добавянето му не отменя изискването да се посочват конкретни източници на твърденията, които да бъдат благонадеждни. |